# لیپینگتسا (استان سلیزیا سفلی)
لیپینگتسا (به لاتین: Lipienica) یک روستا در لهستان است که در گمینا کامیننا گورا واقع شده‌است. لیپینگتسا ۱۷۰ نفر جمعیت دارد و ۴۸۷ متر بالاتر از سطح دریا واقع شده‌است.